# Torre campanario

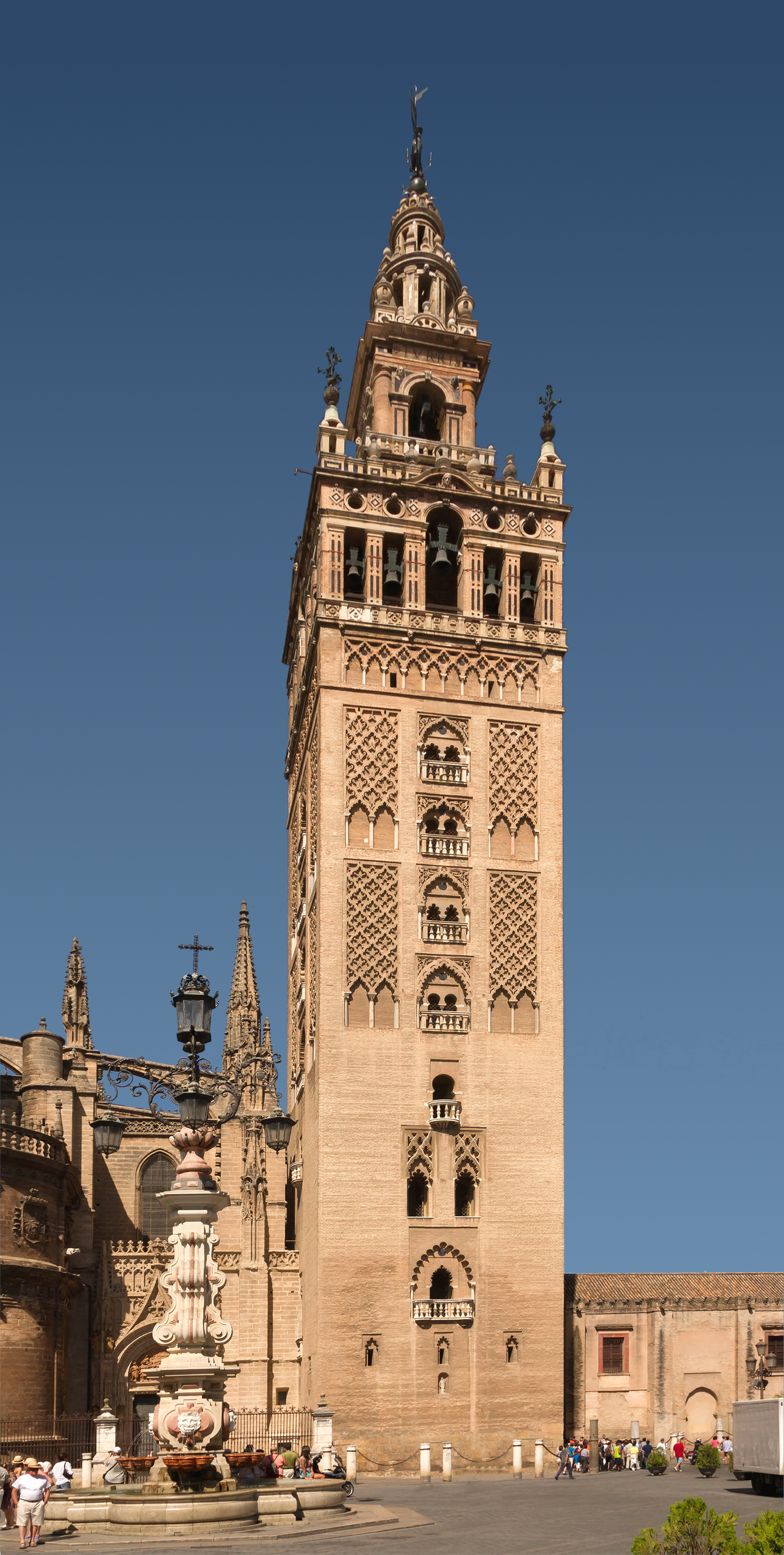
La Giralda, torre campanario de la catedral de Sevilla

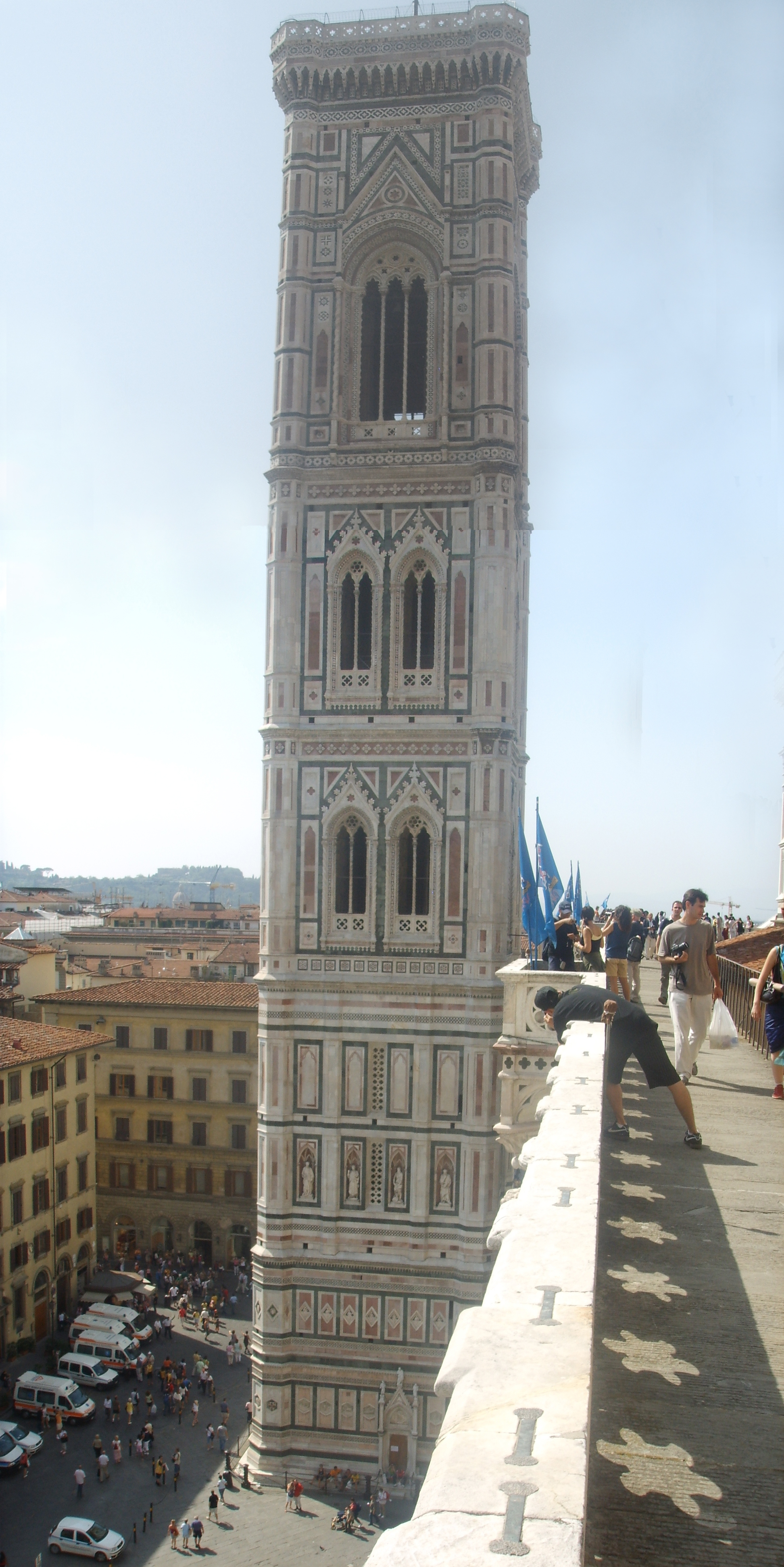
Campanile de Giotto, Florencia

Torre campanario es un tipo de torre que en lo más alto tiene instalado un campanario y que se puede haber construido especialmente para alojar campanas o puede ser una torre reconvertida para ello. Por regla general en la torre se colocan, más de una. No todos los campanarios tienen que estar situados en una torre, por lo que es conveniente diferenciar entre campanario y torre campanario.
Las torres pueden ser un edificio independiente construido con la misma finalidad, como la torre de Pisa, aunque es muy habitual encontrarse con este tipo de construcciones anexo o formando parte de la estructura de una iglesias. 
En español y en otros idiomas, suele usarse la voz italiana campanile (campanario) para identificarlo, aunque en realidad, los campanarios pueden estar situados en torres o en espadañas.
Estas torres solían ser del tipo de torre de escaleras o torre nolare, incorporada al edificio principal, y podían ocupar distintas posiciones en la planta: pueden encontrarse sobre la nave, elevarse en el centro del transepto, como la considerada torre de crucero (torre di crociera) o en el atrio del edificio. En este último caso, esa torre formaba parte a menudo de un bloque arquitectónico de varios pisos, a menudo con más de una torre, llamado westwerk (literalmente en alemán cuerpo occidental) o westbau (lit. construcción occidental.  Hay que decir que westwerk y westbau no siempre son sinónimos, y que generalmente el término westwerk se usa en alemán. Otro caso particular, llamado coro armónico, tenía dos torres campanarios que encerranan el ábside mayor de la iglesia.

## España
En España existen ejemplos de torres que en un principio tenían un uso y luego fueron reconvertidas para ser campanarios, como la Giralda o la Torre de Santa María de Ateca, ambas torres de origen musulmán a las que tras la reconquista se les añadió un campanario y también existen ejemplos de torres que desde el principio fueron concebidas para albergar en lo alto un campanario como El Miguelete, El Fadrí o la Torre de la Seo de Zaragoza.

## Italia

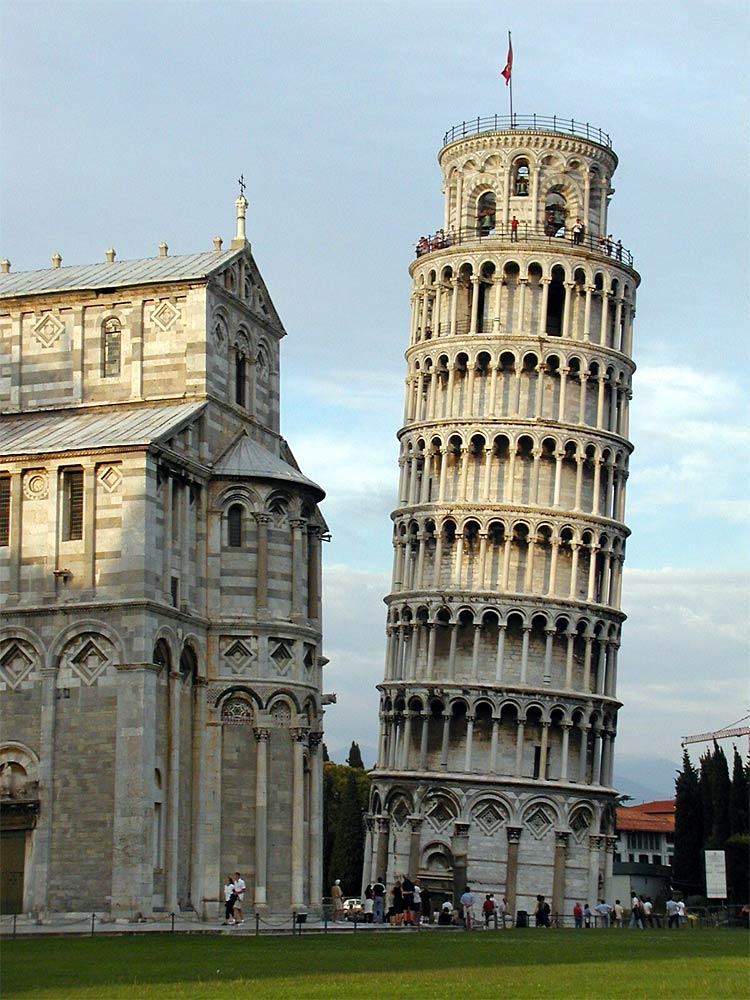
Torre inclinada de Pisa

Un tipo específico de torre campanario es el campanile, propio de Italia: la torre inclinada de Pisa; el campanile de Giotto, en Florencia; el campanile de San Marcos, en Venecia, reconstruido en 1912 tras el colapso de 1902; el Torrazzo di Cremona, que es una de las torres de ladrillo más altas del mundo;, y el campanile de la catedral de Mesina, construido después del terremoto de 1908 y dotado con el reloj astronómico más grande del mundo, con numerosas figuras animadas.

## Francia y Bélgica
En todas las ciudades de Bélgica y del norte de Francia, hay campanarios especiales llamados "beffroi" en francés ("belfort" en neerlandés, "belfry" en inglés). Este grupo se ha inscrito en la Lista del Patrimonio Mundial de la Unesco en 2005.

## Galería

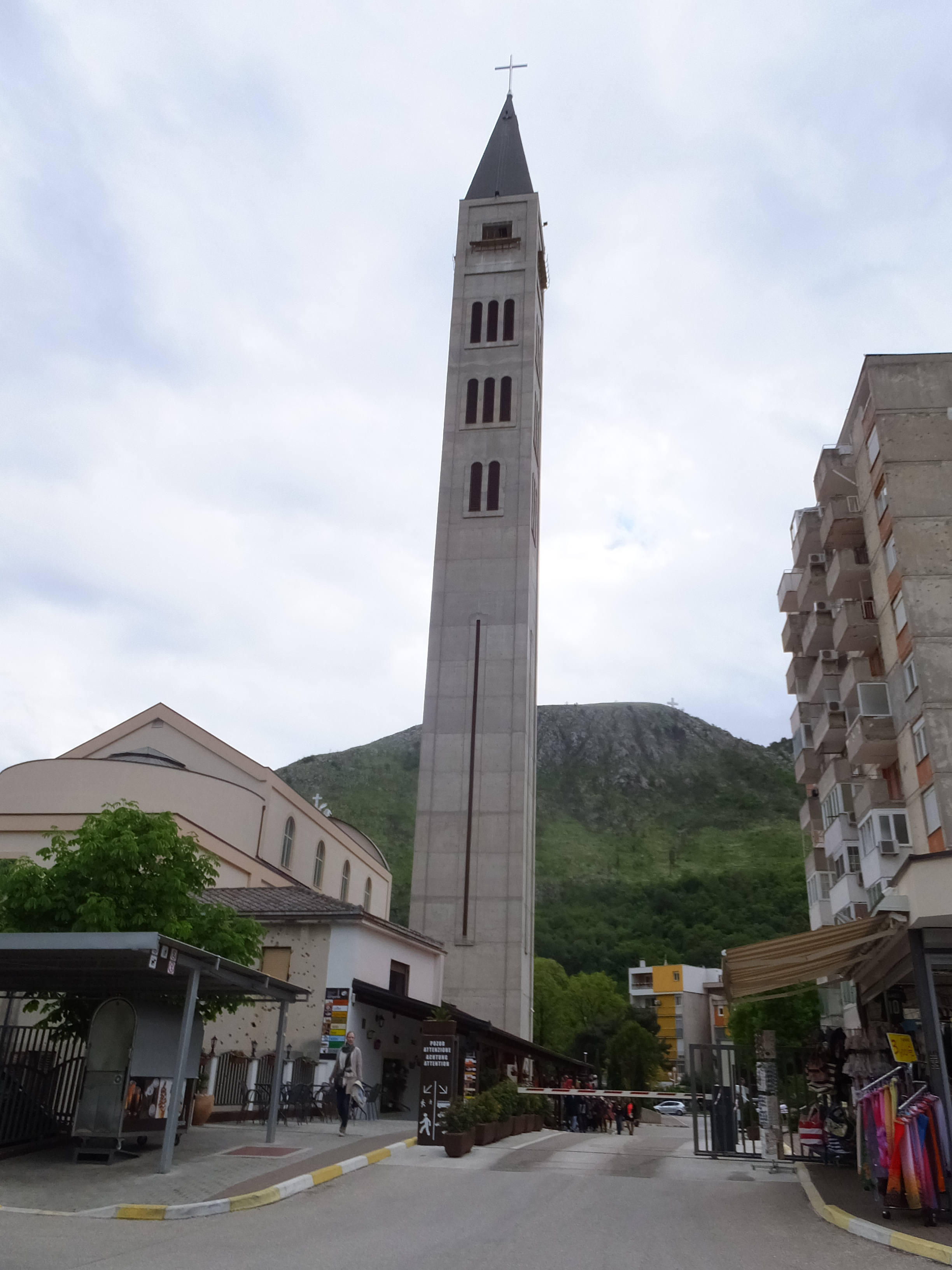
Torre campanario de la Iglesia de San Pedro y San Pablo de Mostar.
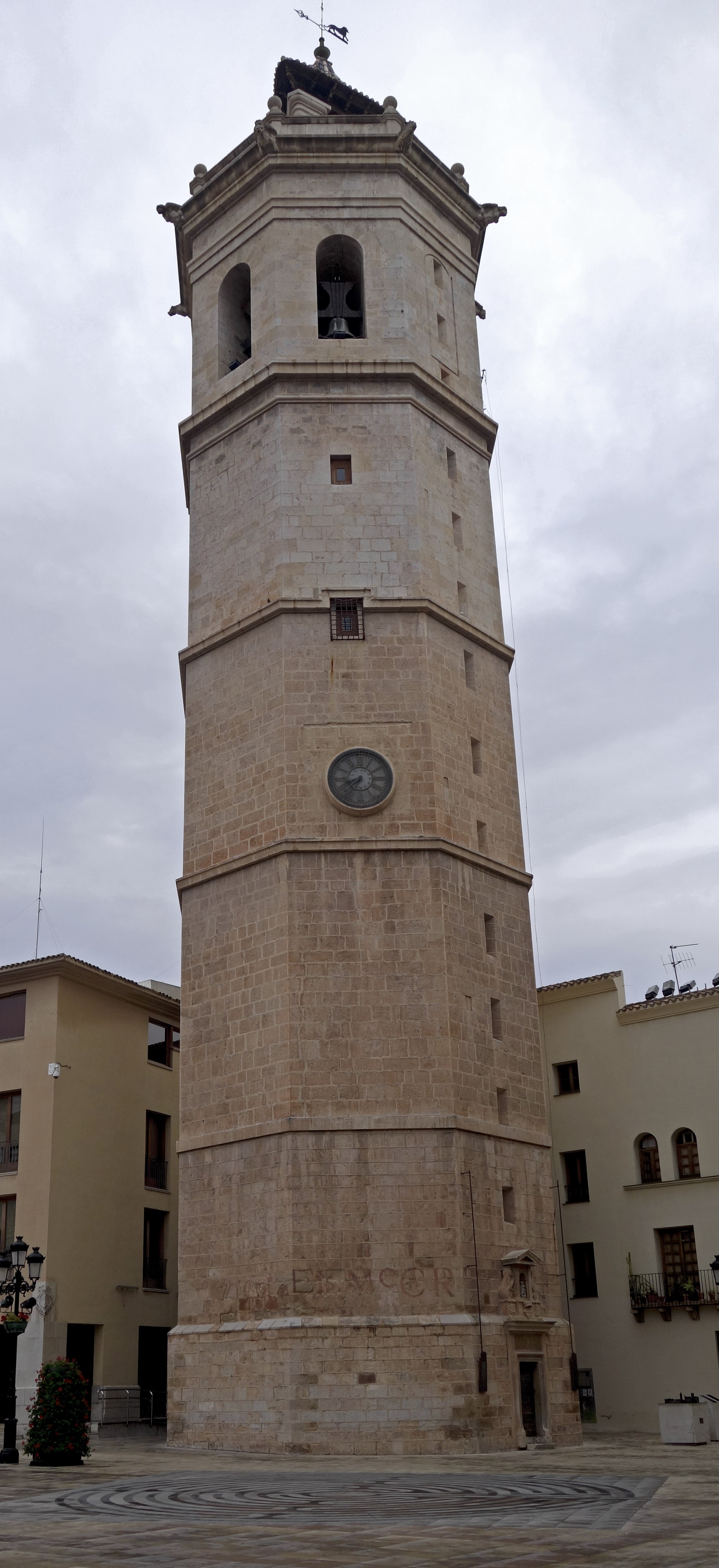
El Fadrí, torre campanario de Castellón
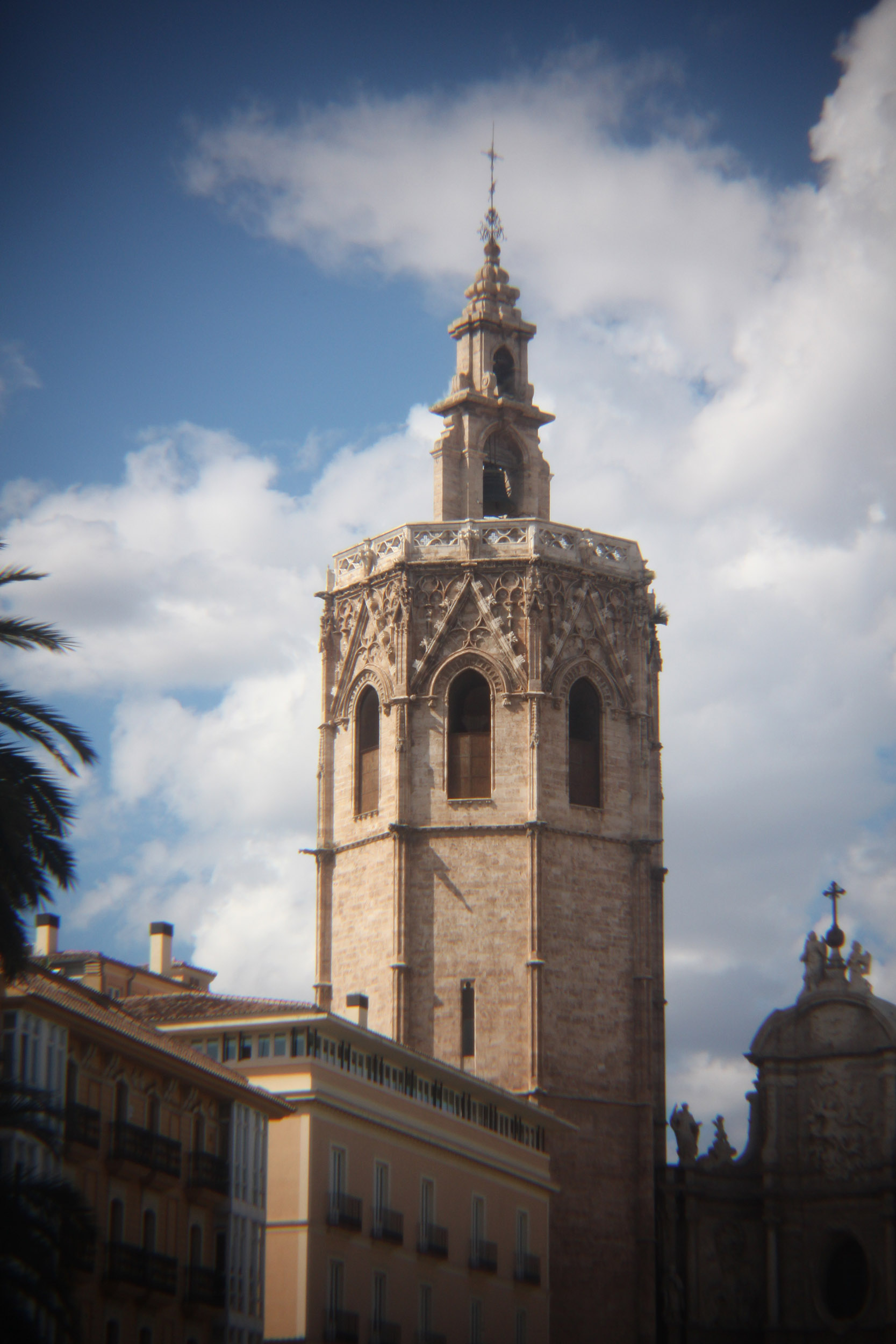
El Miguelete, torre campanario de Valencia
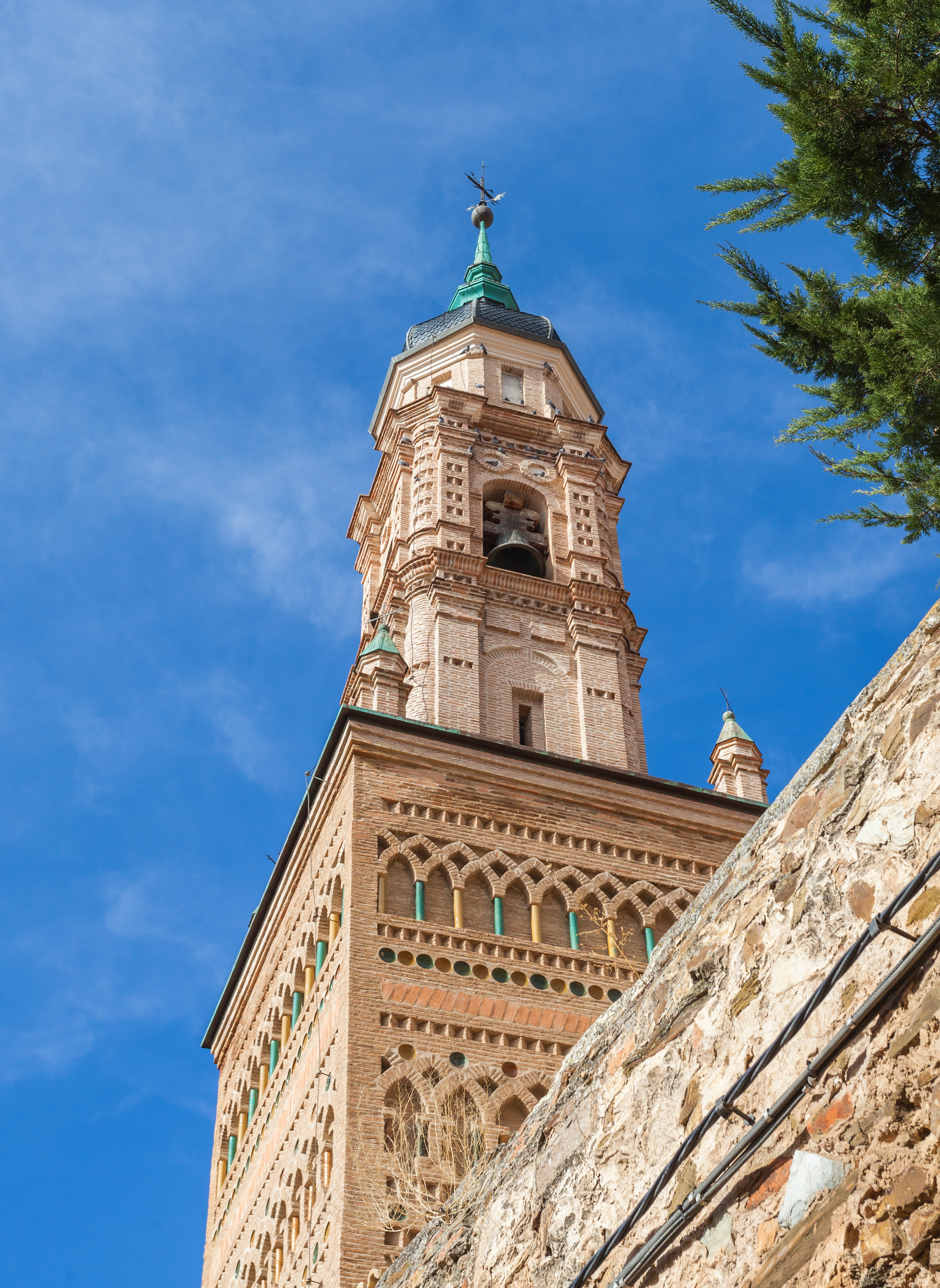
Torre campanario de la Iglesia de Santa María (Ateca)
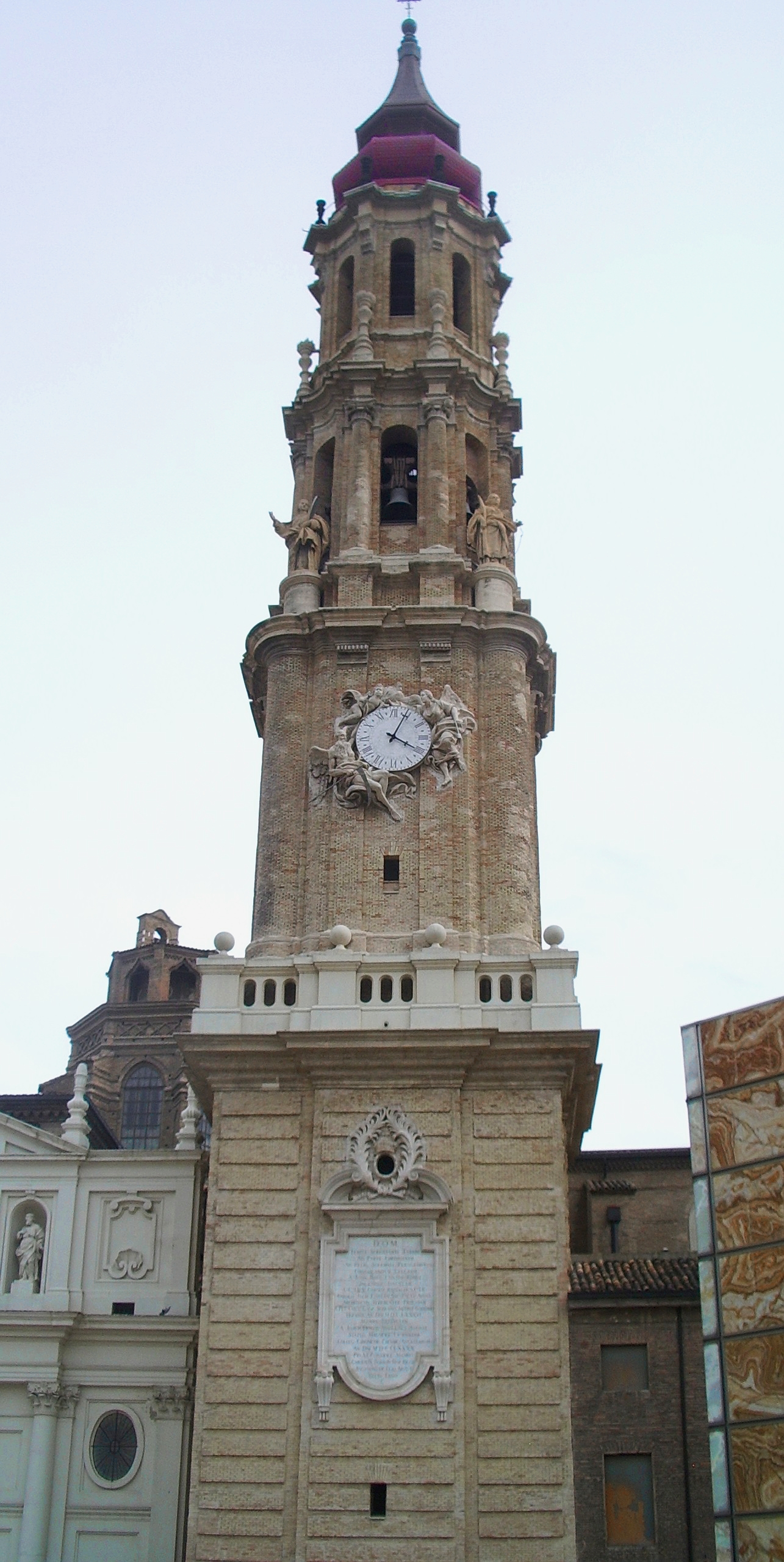
Torre campanario de La Seo de Zaragoza
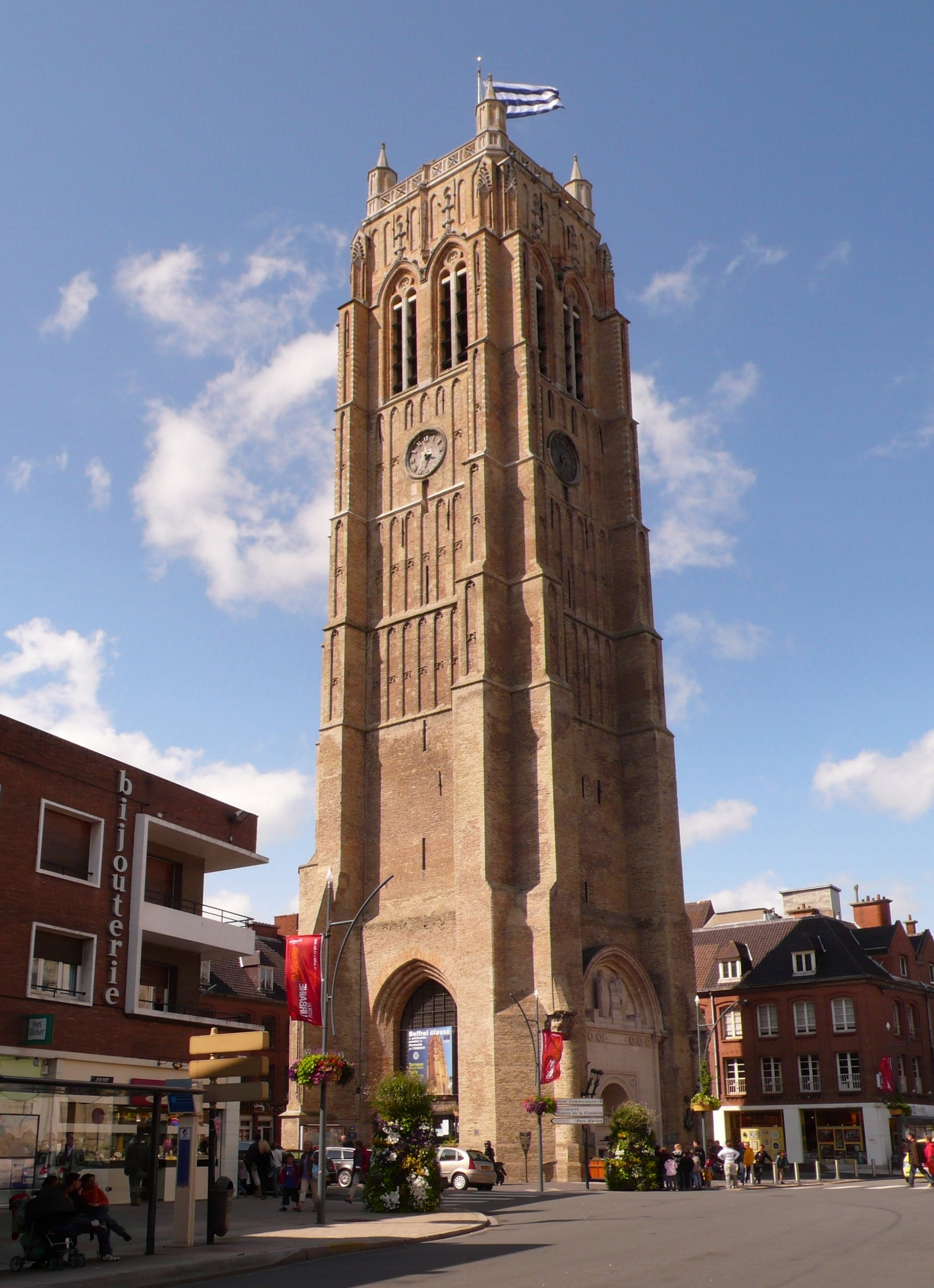
Beffroi de Dunkerque
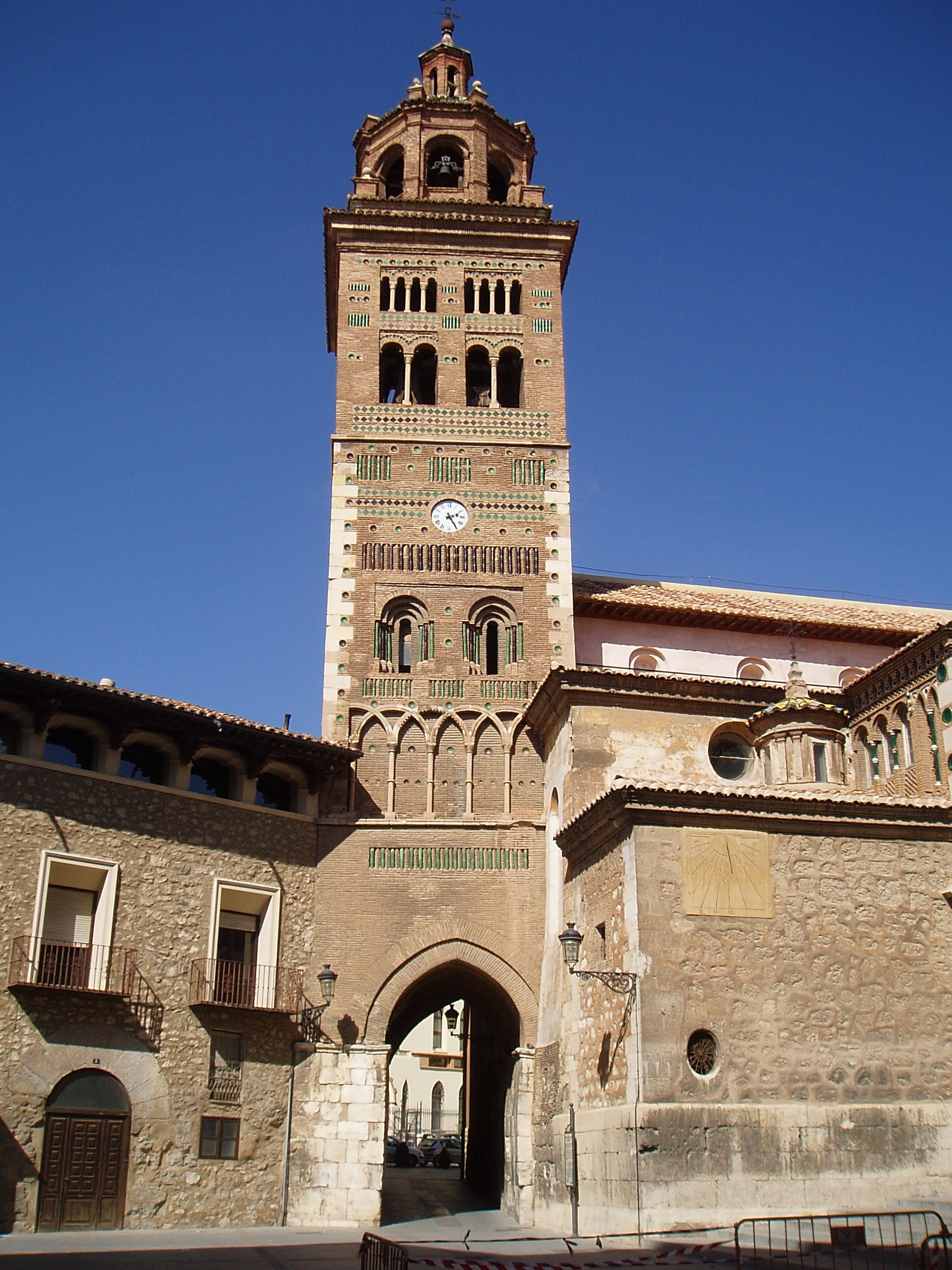
Torre campanario de la Catedral de Teruel
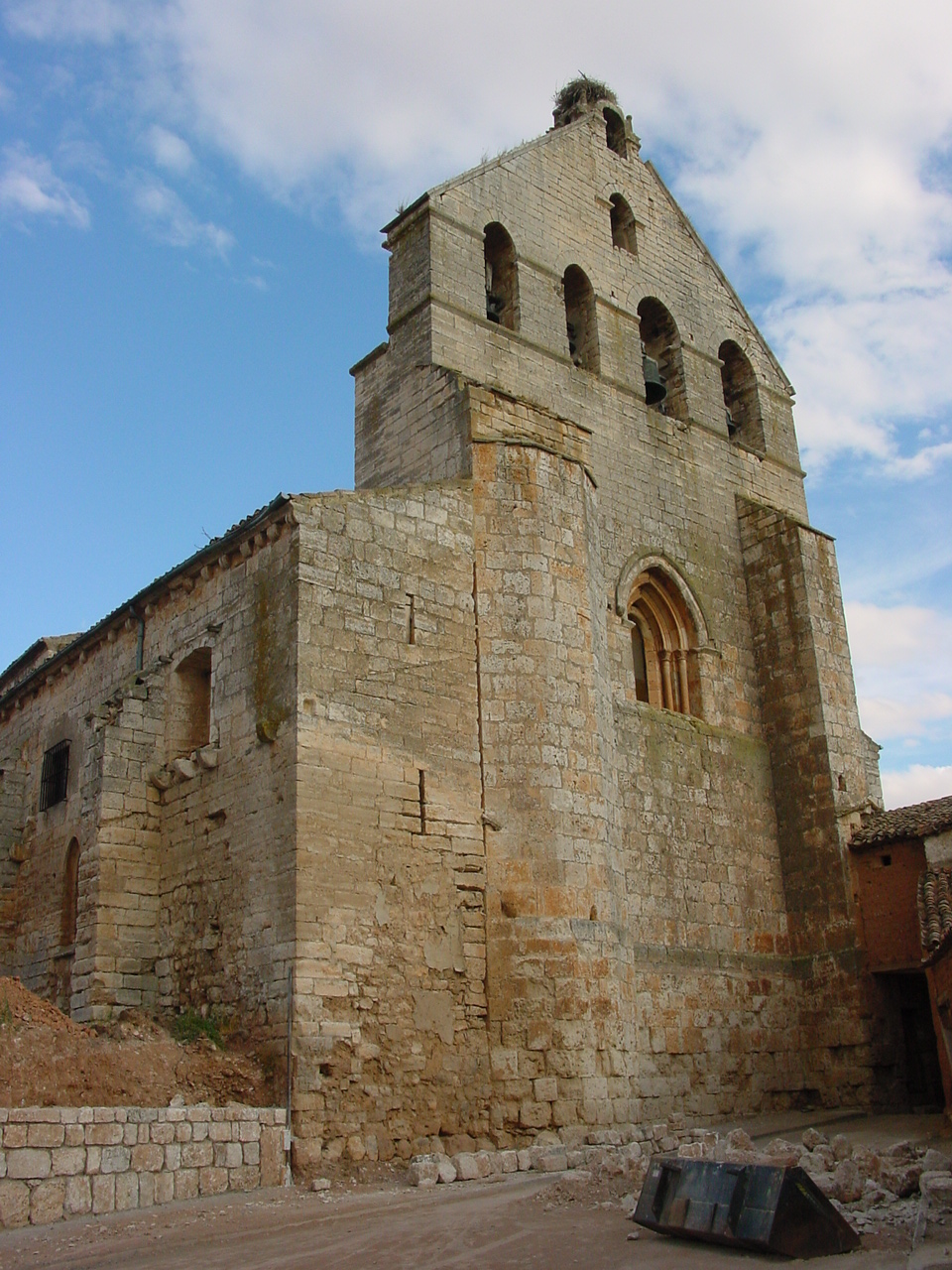
En contraposición, ejemplo de campanario en espadaña.
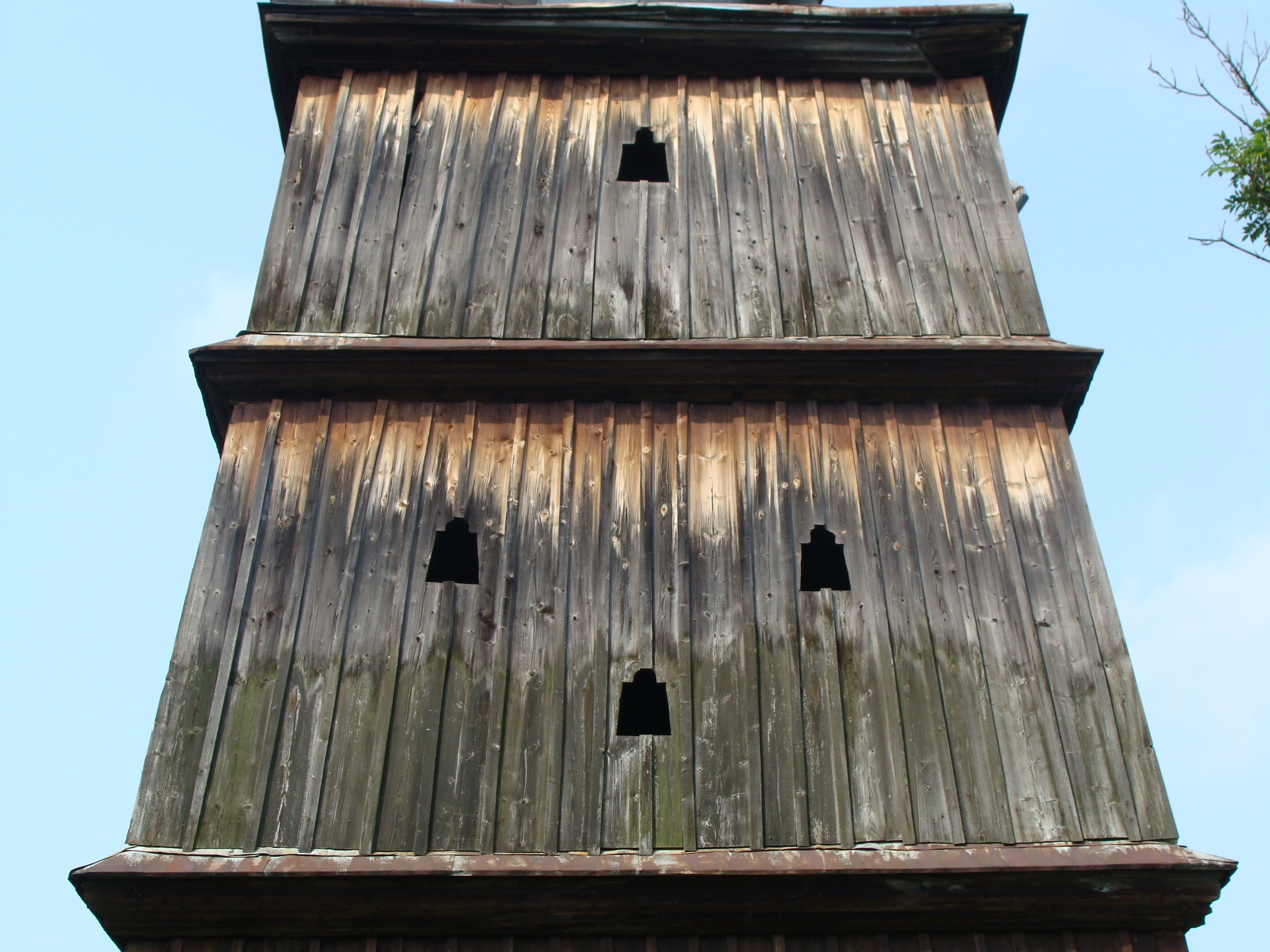
Un campanario de madera en Turzańsk, Polonia -  detalle (1817).
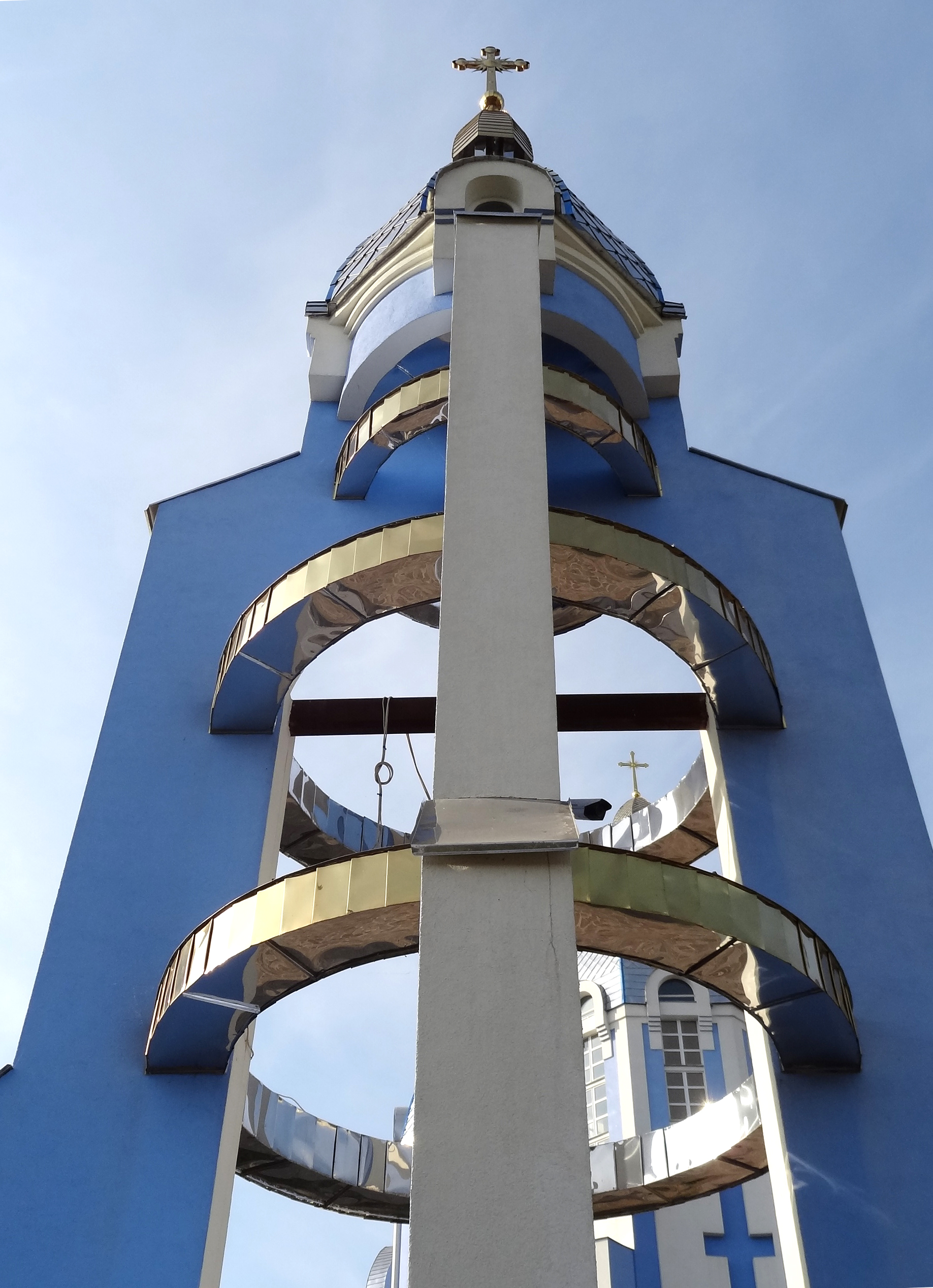
Un campanario moderno en Vínnitsa (1996).